# José Luis Andrés Yebra
José Luis Andrés Yebra (León, 1945, Castelldefels, 2023) fue un ingeniero de Telecomunicación español, y licenciado en Ciencias Matemáticas por la Universidad Complutense de Madrid en 1968, obtuvo el DEA en Análisis numérico en La Sorbona en 1969 y se doctoró en Ciencias Matemáticas en la Universidad Complutense en 1975. Fue el director de la Escuela Universitaria Politécnica del Bajo Llobregat (EUPBL) (1996-2002). En 1985 inventó la Tasa anual equivalente (TAE) o el Interés bien calculado (IBC) que constituyó una mejora en la información bancaria española desde su aprobación en 1990.

## Biografía

### Carrera
José Luis Andrés Yebra, nacido en León en 1945, se incorporó a la Universidad Politécnica de Cataluña (UPC) en 1976. Aparte de otras estancias más cortas, realizó una estancia de dos años en La Sorbona (Francia) y de un año en la Universidad Simón Bolívar (Venezuela) y en la Universidad de East Anglia (Gran Bretaña). 
Su principal área de investigación fue el Diseño de Redes de Interconexión mediante Teoría de Grafos, en la que dirigió seis Tesis de Doctorado Desde 1985 a 2009 fue catedrático de Universidad en el Departamento de Matemática Aplicada IV, asignado a la ETSETB hasta 1996 y a la EUPBL-EPSC-EETAC hasta 2009. 
Fue evaluador de proyectos de investigación para ESPRIT (European Strategic Programme for Research in Information Technology -Programa Europeo en ámbito TIC), AGAUR (Cataluña), el Ministerio de Educación, Cultura y Deporte (MEC) (Programa Nacional de Matemáticas). También fue ponente (redactor del informe de autoevaluación) de la Comisión para la evaluación de la UPC por la Asociación de Universidades Europeas, 2004-2005 y miembro de la Comisión nacional de acreditación para el acceso al cuerpo de catedráticos de universidad, 2009-2011.
Y fuera del ambiente universitario, su denuncia de la forma de cálculo de los intereses por las entidades financieras motivó la aparición de la Tasa anual equivalente (TAE).

### Cargos
- Subdirector de la Escuela Técnica Superior de Ingeniería de Telecomunicación de Barcelona (ETSETB)(1981-1984)
- Director del Departamento de Departamento de Matemática Aplicada IV (1985-1988)
- Vicerrector de la Universidad Politécnica de Cataluña (1990-1994)
- Director (por delegación del Rector) de la Escuela Universitaria Politécnica del Bajo Llobregat (EUPBL-EPSC-EETAC) (1996-2002)(ver Trayectoria en la EETAC)
- Miembro de la Comisión de Apelaciones de la UPC (2002-2006)
- Vicerrector de la Universidad Politécnica de Cataluña (marzo de 2006-enero de 2008)

### Trayectoria en la EETAC
Empezó su dirección en 1996 en la Escuela Universitaria Politécnica del Bajo Llobregat (EUPBL-EPSC-EETAC). Durante su mandato como Director de la EUPBL lideró la transición desde un centro piloto de 300 estudiantes y una titulación, ubicado en un edificio provisional en San Justo Desvern, hacia un centro con 1000 estudiantes y cuatro titulaciones, en un nuevo edificio ubicado en el actual Campus del Bajo Llobregat (CBL). Se pusieron en marcha tres nuevas titulaciones: Ingeniería Técnica de Telecomunicación, especialidad en Telemática (2000), segundo ciclo de Ingeniería de Telecomunicación (2001) e Ingeniería Técnica Aeronáutica, especialidad en Aeronavegación (2002). La impartición de estudios de segundo ciclo motivó el cambio de nombre de la Escuela, a Escola Politècnica Superior de Castelldefels (EPSC). En 1999 la Escuela se convirtió en el primer centro universitario público español con una acreditación de calidad ISO 9001:1994 aplicada al diseño del programa de formación, organización y desarrollo de la actividad docente.
Actualmente y desde 2011 la escuela cambió su nombre a Escuela de Ingeniería de Telecomunicación y Aeroespacial de Castelldefels (EETAC).

### Creación de la Tasa anual equivalente - TAE
La Tasa anual equivalente fue inventada en 1985 por Andrés Yebra como respuesta al déficit importante en la información bancaria cuando solamente se publicitaba la Tipo de Interés Nominal (TIN). Andrés Yebra consideraba que las malas prácticas de las entidades financieras era habituales y que también tenía responsabilidad el Banco de España como supervisor de la actividad bancaria. En septiembre de 1990, después de una dura pelea contra cajas y bancos vio la luz una circular del Banco de España sobre Transparencia de las Operaciones Financieras y Protección de la Clientela que creaba la TAE y obligaba a su publicidad en los créditos bancarios.